# Batalla de Manbiŷ
La Batalla de Manbiŷ, también llamada Ofensiva de Manbiŷ y bautizada por las Fuerzas Democráticas Sirias (FDS por sus siglas en español) Operación Mártir y comandante Abu Layla, en honor al combatiente árabe Abu Layla (caído en combate en Manbiŷ), fue un enfrentamiento armado entre las FDS (una alianza de milicias populares kurdas y árabes) y el Estado Islámico que se produjo cuando las FDS lanzaron el 31 de mayo de 2016 una ofensiva sobre la ciudad de Manbiŷ logrando cercarla, lo que causó que los militantes de Estado Islámico lanzaran una contraofensiva para romper el cerco ocasionando intensos enfrentamientos.

## Antecedentes
Manbiŷ es una localidad ubicada en la Gobernación de Alepo que contaba con casi 100.000 habitantes antes de estallar la guerra civil.
A finales de diciembre de 2015, las milicias kurdas de las YPG y YPJ (miembros de las Fuerzas Democráticas Sirias) capturaron la presa de Tishri, presa que conecta la región de Kobane con la ciudad de Manbiŷ a través del río Éufrates. Al capturar la ciudad de Tishri y otras aldeas cercanas de manos yihadistas, comenzaron a pavimentar las carreteras para poder poner en marcha el avance hacia Manbiŷ.

## Desarrollo
Esta ciudad de alrededor de 21 km² llevaba más de dos años siendo ocupada por Estado Islámico y era una de las principales rutas que conducían hacia Turquía.
Pese a ser una ciudad multiétnica, hay una amplia mayoría árabe en la ciudad, por lo cual se especuló que gran parte de ella se uniría a las filas de Estado Islámico para expulsar a la alianza kurdo-árabe.
Durante la ofensiva, la coalición internacional dirigida por los Estados Unidos realizó más de 50 bombardeos, apoyando a los avances de las FDS. La ciudad fue completamente reconquistada el 12 de agosto de 2016, con una decisiva victoria de las FDS.